# Rocco van Straten
Rocco van Straten (né le 30 mars 1991 à Nieuwegein) est un snowboardeur néerlandais. Il est actif depuis 2005. 

## Carrière
En Coupe du monde, il a obtenu deux podiums durant la saison 2010-2011, gagnant d'abord le big air de Denver puis terminant troisième du slopestyle de Calgary.
La saison 2010-2011 a été aussi marquée par la médaille de bronze décrochée en big air aux Championnats du monde, médaille qui lui a été décernée après la disqualification pour dopage de Zachary Stone initialement troisième.

## Palmarès

### Championnats du monde
- Médaille de bronze au big air en 2011 à Barcelone.

### Coupe du monde
- 3e du classement du big air et 5e du classement freestyle en 2011.
- 2 podiums dont 1 victoire.